# Microplitis subsulcatus
Microplitis subsulcatus är en stekelart som beskrevs av Granger 1949. Microplitis subsulcatus ingår i släktet Microplitis och familjen bracksteklar. Inga underarter finns listade i Catalogue of Life.